# گابریل میسهوی
گابریل میسهوی (انگلیسی: Gabriel Misehouy؛ زادهٔ ۱۸ ژوئیهٔ ۲۰۰۵) بازیکن فوتبال اهل پادشاهی هلند است که در حال حاضر برای باشگاه فوتبال ژیرونا بازی می‌کند.
وی همچنین در تیم‌های ملی فوتبال زیر ۱۶ سال هلند، زیر ۱۷ سال هلند و زیر ۱۹ سال هلند بازی کرده است.

## دوران باشگاهی

### آژاکس
میسهویی محصول جوانان اُاس‌وی و آژاکس است و به تدریج در تیم‌های ذخیره آژاکس پیشرفت کرد و کاپیتان تیم زیر ۱۷ سال آن‌ها بود. او در سپتامبر ۲۰۲۱ اولین قرارداد حرفه‌ای خود را با آژاکس امضا کرد. او در تاریخ ۲۱ فوریه ۲۰۲۲ در یک بازی باخت ۳–۱ در برابر آلمره سیتی برای باشگاه فوتبال یانگ آژاکس اولین بازی خود را انجام داد و در دقیقه ۷۹ به عنوان بازیکن تعویضی وارد زمین شد.

### ژیرونا
در ۱۰ ژوئیه ۲۰۲۴، باشگاه لا لیگا ژیرونا از امضای قرارداد چهار ساله با میسهویی خبر داد. در اولین بازی خود در ۱۵ اوت در برابر باشگاه فوتبال رئال بتیس، میسهوی در دقیقه ۷۲ گل زد و تساوی را برای تیمش نجات داد.

## زندگی شخصی
میسهوی در هلند متولد شده و از تبار غنایی است. او در رده‌های پایه بین‌المللی برای هلند بازی می‌کند.

## آمار دوران باشگاهی
تا تاریخ تا تاریخ ۱۵ اوت ۲۰۲۴٫
| باشگاه     | فصل                 | لیگ                      | لیگ    | لیگ  | جام    | جام  | اروپا  | اروپا | سایر   | سایر | مجموع  | مجموع |
| باشگاه     | فصل                 | دسته                     | بازی‌ها | گل‌ها | بازی‌ها | گل‌ها | بازی‌ها | گل‌ها  | بازی‌ها | گل‌ها | بازی‌ها | گل‌ها  |
| ---------- | ------------------- | ------------------------ | ------ | ---- | ------ | ---- | ------ | ----- | ------ | ---- | ------ | ----- |
| یانگ آژاکس | ۲۰۲۱–۲۲             | لیگ دسته اول فوتبال هلند | ۴      | ۰    | –      | –    | –      | –     | –      | –    | ۴      | ۰     |
| یانگ آژاکس | ۲۰۲۲–۲۳             | لیگ دسته اول فوتبال هلند | ۲۷     | ۴    | –      | –    | –      | –     | –      | –    | ۲۷     | ۴     |
| یانگ آژاکس | ۲۰۲۳–۲۴             | لیگ دسته اول فوتبال هلند | ۱۳     | ۶    | –      | –    | –      | –     | –      | –    | ۱۳     | ۶     |
| یانگ آژاکس | مجموع               | مجموع                    | ۴۴     | ۱۰   | –      | –    | –      | –     | –      | –    | ۴۴     | ۱۰    |
| ژیرونا     | ۲۰۲۴–۲۵             | لا لیگا                  | ۱      | ۱    | –      | –    | –      | –     | –      | –    | ۱      | ۱     |
| ژیرونا     | مجموع دوران باشگاهی | مجموع دوران باشگاهی      | ۴۵     | ۱۱   | ۰      | ۰    | ۰      | ۰     | ۰      | ۰    | ۴۵     | ۱۱    |